# Cocaine Raps
Cocaine Raps — третій студійний альбом американського репера Андре Нікатіни, виданий у квітні 1997 р. власним лейблом виконавця Fillmoe Coleman Records обмеженим накладом у 2 тис. копій. Реліз швидко став предметом полювання колекціонерів андеґраундного репу на eBay.
Є першим альбомом після зміни сценічного імені Дре Доґ. У 1997 Cocaine Raps також видали з новими треками під назвою Raven in My Eyes.

## Список пісень
1. «Crazy Business» (Intro) — 0:07
2. «Nickatina Creation» — 3:24
3. «Sly Stone» — 0:43
4. «Crack Raider Razor» — 3:29
5. «3:00 A.M.» — 3:58
6. «I'm a Pisces» — 3:22
7. «Diamonds & Carats» — 3:03
8. «Scent of a Woman» (Filmoe Coleman Band Instrumental) — 3:09
9. «Gingerbread Crumbz» — 4:14
10. «Cobra Status» — 3:43